# Diever
Diever (Drents: Dever ([de.vər])) is een esdorp in de gemeente Westerveld, in de Nederlandse provincie Drenthe. In 2023 telde het dorp Diever en de directe omgeving daarvan 2.850 inwoners.
Tot 1998 was Diever een zelfstandige gemeente. Sinds april 2009 is het toen nieuwe gemeentehuis van de gemeente Westerveld in Diever gevestigd. Het is gelegen ten noordwesten van Dwingeloo. Onder Diever vallen ook de buurtschappen Kalteren en Oldendiever.

## Geschiedenis
Waarschijnlijk woonden al 6000 jaar geleden mensen op het gebied waar nu Diever ligt. De boeren uit de late steentijd bouwden vlak bij Diever een hunebed dat er nog steeds ligt.
In de vroege middeleeuwen werd het dorp Diever gesticht. De oudst bekende vermelding van Diever komt uit 1181, waar gesproken wordt van het dorp Devere of Deveren. De naam Diever komt hoogstwaarschijnlijk voort uit het woord dat diep of laagte betekende. In de middeleeuwen was Diever de hoofdplaats van het Dieverderdingspel, dat ongeveer het hele gebied van Zuidwest-Drenthe besloeg.

## Bezienswaardigheden
Het centrum van Diever wordt gevormd door een Brink met daaraan liggend een voormalig gemeentehuis en een Schultehuis, het huis waar de schulte woonde. Tegenwoordig is er het OERmuseum West-Drenthe in gevestigd. Verder staat in het dorp sinds 1882 korenmolen De Vlijt.
Drie kilometer ten noordwesten van Diever in het natuurgebied Berkenheuvel ligt een onderduikershol uit de Tweede Wereldoorlog. Aan de Groningerweg 3 ligt hunebed D52. In de nabijheid van het hunebed bevindt zich een in 1929 door archeoloog prof. A.E. van Giffen opgegraven steenkistheuvel.

### De Sint-Pancratiuskerk
In het centrum van het dorp staat, midden op de Brink, een oorspronkelijk in de 12e eeuw gebouwde romaanse Sint-Pancratiuskerk gewijd aan Sint-Pancratius. In de 14e en 15e eeuw heeft de kerk geleidelijk zijn gotische vorm gekregen. Na een brand in 1759 is de kerk grotendeels vernieuwd. Bij de restauratie halverwege de 20e eeuw zijn de oorspronkelijke gewelven weer hersteld. De kerk wordt als een van de mooiste van Drenthe beschouwd, dit komt onder andere door de gewelven in de kerk en het authentieke interieur, waarvan het sacrofaagdeksel uit de 12e eeuw stamt.
Er bestaat een volksverhaal over een spook in de kerk van Diever.

## Evenementen
Diever is bekend van de openluchtuitvoeringen van toneelstukken van Shakespeare. Sinds 1946 wordt jaarlijks in het openluchttheater een toneelstuk van Shakespeare opgevoerd. Deze uitvoeringen worden jaarlijks door minstens vijftienduizend mensen bezocht.
- Midzomeravondmarathon door het Drents-Friese Wold, derde zaterdag van juli
- Boekenmarkt op de Brink, jaarlijks evenement op tweede pinksterdag
- Kunstmarkt op de Brink, jaarlijks evenement rondom de kerk op Hemelvaartsdag
- Shakespeare Theater Diever
- Historische dag Diever
- Internationale Drents Friese Woud Wandelvierdaagse (mei)
- Drentse Fiets 4daagse

## Natuur
Ten noorden van Diever ligt het natuurgebied Berkenheuvel in het Nationaal Park Drents-Friese Wold. Buiten Diever in het bos is een bezoekerscentrum van Staatsbosbeheer.

## Voorzieningen
In Diever bevinden zich onder andere een bibliotheek, verschillende scholen, een Toeristisch Informatie Punt, en diverse winkels en horecagelegenheden. De plaatselijke voetbalclub is VV Diever-Wapse.

## Verkeer en vervoer
Het dorp is bereikbaar via de N371 en de N855.
Openbaar vervoer per bus vanuit Meppel, Assen en Steenwijk wordt verzorgd door Qbuzz:
- Lijn 20: Steenwijk - Diever - Assen

## Bekende inwoners
- Diever was enige jaren de woonplaats van de Nederlandse politicus Hans Wiegel, die om die reden ook weleens het orakel van Diever genoemd werd.
- Ex-Rolling Stones (1969-1975) gitarist Mick Taylor.